# Raimonds Rubiks
Raimonds Rubiks (ur. 9 czerwca 1963) – łotewski polityk, poseł na Sejm X, XI i XII kadencji. 

## Życiorys
Ukończył szkołę średnią w Rydze. W okresie niepodległej Łotwy związany z prywatnymi firmami, pracował m.in. jako dyrektor spółki zajmującej się wydobyciem torfu (2001–2003). Pracował jako menadżer spółki "Dala Intertrans". W wyborach z 2010 uzyskał jeden z czterech mandatów, które przypadły Łotewskiej Partii Socjalistycznej w ramach koalicji Centrum Zgody. W wyborach w 2011 uzyskał reelekcję, podobnie w wyborach w 2014. 
Zajmuje się amatorsko grą w hokeja. 
Jest synem Alfrēdsa  i bratem Artūrsa Rubiksów.